# Courbillac
Courbillac är en kommun i departementet Charente i regionen Nouvelle-Aquitaine i västra Frankrike. Kommunen ligger  i kantonen Rouillac som ligger i arrondissementet Cognac. År 2022 hade Courbillac 729 invånare.

## Befolkningsutveckling
Antalet invånare i kommunen Courbillac
Referens:INSEE